# Capparis tenuisiliqua
Capparis tenuisiliqua là một loài thực vật có hoa trong họ Capparaceae. Loài này được Jacq. mô tả khoa học đầu tiên năm 1760.